# میلز بلو ریتم بند
میلز بلو ریتم بَند (به انگلیسی: Mills Blue Rhythm Band) یک بیگ بَند آمریکایی فعال در دهه ۱۹۳۰ میلادی بود.
در سال ۱۹۳۰ میلادی ویلی لینچ (درامر) گروه را با نام «بلو ریتم بَند» در شهر نیویورک بنیان گذاشت که برای مدت کوتاهی تحت عنوان «کوکِنات گرو ارکسترا» فعالیت کرد. در سال ۱۹۳۱ ایروینگ میلز سرپرستی گروه را عهده‌دار شد و متعاقباً نام آن به «میلز بلو ریتم بَند» تغییر پیدا کرد. گروه در دوران فعالیتش با نام‌های دیگری همچون «بلو ریتم بَند»، «بلو ریبِن بَند»، «بلو ریتم بویز»، «بلو رَکِتیرز»، «اِرل جکسون میوزیکال چَمپینز»، «اِرل جکسون اند هیز ارکسترا»، «دوک ویلیون اند هیز بلک‌بریز»، «کینگ کارترز رویال ارکسترا»، «میلز میوزیک مَسترز» و «هارلم هات شاتس» شناخته شده‌است. آن‌ها در بعضی ضبط‌های لویی آرمسترانگ او را همراهی کرده‌اند.
کلاب کاتن هارلِم محل استقرار اصلی میلز بلو ریتم بَند بود. ادگار هِیز، ادی مَلِری و دیو نلسون هر یک در دوره‌ای به‌عنوان رهبر موقت با گروه همکاری کردند تا اینکه در سال ۱۹۳۴ لاکی میلیندر این سمَت را به‌صورت دائمی بر عهده گرفت.
گروه در سال‌های فعالیتش ۱۵۰ ضبط با لیبل‌هایی همچون برانزویک، کلمبیا، ویکتور، ورایتی، وُکِلاین و زیرمجموعه‌های امریکن رکورد کورپوریشن از جمله اوریِل، پرفکت، ریگِل، رومیو، بَنِر، مِلِتون دومینو منتشر کرد. گرچه همواره تکنوازان با استعدادی در ترکیب میلز بلو ریتم بند حضور داشتند، تعداد آثار کمی از آن‌ها به موفقیت رسیدند و این گروه هیچ‌گاه به شهرت هم‌عصران خود نرسید. این مشکل به تعدد رهبرهای گروه و فقدان یک سرپرست واحد نسبت داده شده‌است.
در سال ۱۹۳۷ نام گروه به «لاکی میلیندر اند هیز ارکسترا» تغییر داده شد و در سال ۱۹۳۸ منحل شد.

## اعضا
- رد آلن – ترومپت
- هیز آلویس – دابل باس
- اِد اندرسون – ترومپت
- هارولد آرنولد – ساکسوفون تنور
- باستر بیلی – کلارینت
- بیلی بَنکس
- دنی بارکر – گیتار
- آلفرد کابس – ترومبون
- کارول دیکرسون – ویلون
- هری ادیسون – ترومپت
- جو گارلند – ساکسوفون تنور، تنظیم
- ادگار هیز – پیانو
- شلتون همفیل – ترومپت
- جی. سی. هیگینباتم – ترومبون
- الکس هیل – پیانو
- چارلی هولمز – ساکسوفون آلتو
- بنی جیمز – گیتار
- المر جیمز – باس
- واردل جونز – ترومپت
- بیلی کایل – پیانو
- بارون لی (جیمی فرگوسن)
- لاورنس لوسی – گیتار
- ویلی لینچ – درامز
- بینگی مدیسن – کلارینت، ساکسوفون تنور
- ادی مالوری – ترومپت
- کاستر مک‌کورد – ساکسوفون
- تد مک‌کورد – ساکسوفون
- جن میکل – کلارینت، ساکسوفون آلتو
- لاکی میلیندر – رهبر گروه
- فرانکی نیوتن – ترومپت
- لستر نیکولاس – درامز
- ویلبر د پریس – ترومبون
- چارلی شیورز – ترومپت
- تب اسمیت – ساکسوفون آلتو
- اونیل اسپنسر – درامز
- باب استیونز
- کارل وارویک – ترومپت
- جرج واشینگتن – ترومبون
- کراوفورد وتینگتون – کلارینت – ساکسوفون آلتو – ساکسوفون باریتون
- هری وایت – ترومبون
- بن ویلیامز – ساکسوفون تنور
- ادی ویلیامز – ساکسوفون تنور
- جانی ویلیامز – دابل باس[۱][۴][۵]